# OTWorld
Die OTWorld ist ein Weltkongress und die Weltleitmesse für Prothetik, Orthetik, Orthopädieschuhtechnik, medizinische Fußpflege, Kompressionstherapie und technische- bzw. medizinische Rehabilitation. Sie findet alle zwei Jahre auf dem Leipziger Messegelände statt, an der aus über 40 Ländern Hilfsmittel zur Erhaltung der Mobilität ausgestellt werden. Organisiert wird der Weltkongress von der Confairmed GmbH, die Weltleitmesse wird von der Leipziger Messe veranstaltet. Fachlicher Träger der Veranstaltung ist der Bundesinnungsverband für Orthopädie-Technik (BIV-OT).

## Geschichte
1973 lud der BIV-OT zur ersten Jahreshauptversammlung mit Fachprogramm und Ausstellung nach Berlin. Als ORTHOPÄDIE TECHNIK international öffnete sie 1976 in Düsseldorf ihre Pforten. 1985 wurde die Veranstaltung als Konsequenz der Erweiterung der Produktbereiche in ORTHOPÄDIE + REHA-TECHNIK international umbenannt.
Das stetige Aussteller- und Besucherwachstum, die Ausweitung des Angebotsprofils, ihre Internationalität und die Zusammenführung der am Rehabilitationsprozess beteiligten Fachgesellschaften und Professionen in Fachmesse und Kongress hat die Veranstaltung zur Branchenplattform weltweit gemacht. 2013 wurde die Veranstaltung in OTWorld umbenannt.
Die Messe verzeichnete bis 2010 einen Zuwachs an Ausstellern und Besuchern, deren Anzahl auf dem Größenniveau seitdem stagniert. Konnte diese Messe Jahr 2000 318 Aussteller und 10.000 Besucher verzeichnen, waren es auf der, zuletzt stattgefunden, Messe im Jahr 2016, 542 Aussteller und 21.300 Besucher.